# Perrancey-les-Vieux-Moulins
Perrancey-les-Vieux-Moulins – miejscowość i gmina we Francji, w regionie Grand Est, w departamencie Górna Marna.
Według danych na rok 1990 gminę zamieszkiwało 287 osób, a gęstość zaludnienia wynosiła 17 osób/km².